# Oussouye

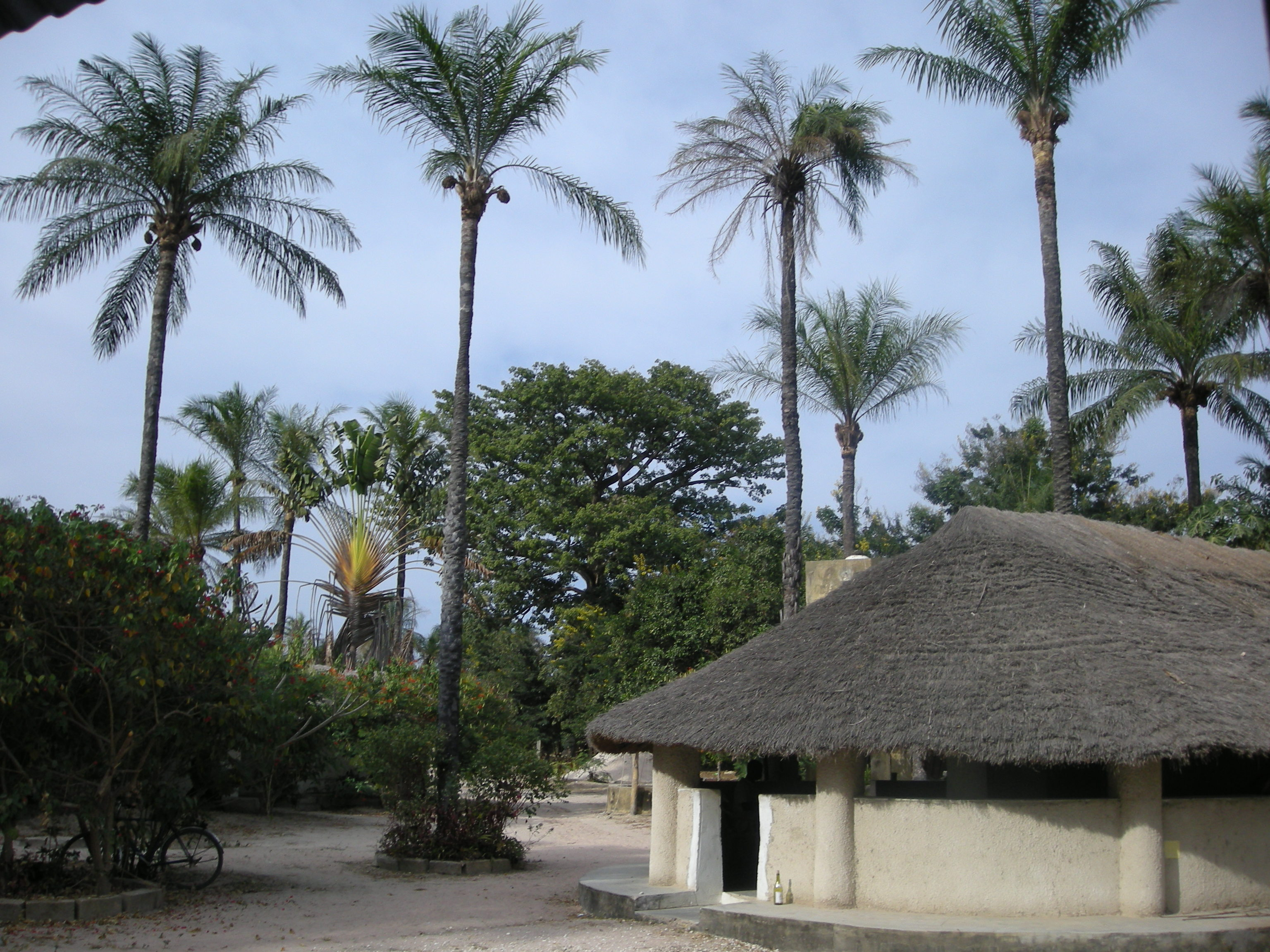
Hus i Oussouye.

Oussouye är en ort i sydvästra Senegal som ligger i området Casamance. Den ligger i regionen Ziguinchor och hade 4 828 invånare vid folkräkningen 2013. Oussouye är administrativ huvudort för ett departement med samma namn.